# 南進トンネル
もしかして
- 南侵トンネル

ではありませんか？